# ルイス・モーデル
ルイス・ジョエル・モーデル（Louis Joel Mordell、1888年1月28日 - 1972年3月12日）は、アメリカ合衆国生まれのイギリスの数学者であり、数論における先駆的な研究で知られている。アメリカ合衆国のフィラデルフィアにて、リトアニアの家系のユダヤ人の家庭に生まれた。

## 教育
モーデルは、奨学金試験を無事通過した後の1906年からケンブリッジ大学で教育を受け、セント・ジョンズ・カレッジの学生として優等卒業試験(Tripos)を終えた。1909年、数学学位試験の一級学位合格者(wrangler)のうち3番目の席次で卒業した。

## 研究
卒業後、モーデルは特定のディオファントス方程式の研究を自主的に開始した。その研究は、3次曲線上の整数点の問題についてであり、現在トゥエ方程式と呼ばれているうちの特殊な場合であるモーデル方程式
y2 = x3 + k.
はモーデルに因む。
モーデルは1913年バークベック・カレッジで職に就いた。第一次世界大戦の間、戦時の労働に従事したが、また主要な結果を生み出し、1917年シュリニヴァーサ・ラマヌジャンのタウ関数の乗法的性質を証明した。その証明は実質上、まだエーリッヒ・ヘッケに因んで名付けられていなかったヘッケ作用素を用いたものである。振り返ってみれば、これは特殊関数の理論の片隅としての役割を超えた、モジュラー形式における主要な進展の一つであった。
1920年、モーデルはマンチェスター工科大学(UMIST)で教職に就き、1922年マンチェスター大学の純粋数学のFielden Chairとなり、1923年教授になった。そこでモーデルは、数論の中で関心のある3番目の分野である数の幾何学を発展させた。モーデルの定理についての基本的な業績は1921年から1922年のものであり、それはモーデル予想の定式化である。モーデルは1928年のボローニャと1932年のチューリヒとでの国際数学者会議の招待講演者であり、1936年のオスロでの基調講演者だった。
モーデルは1929年イギリスの市民権を取得した。マンチェスターではまた学部を増設し、ヨーロッパ大陸で職を奪われた数多くの優秀な数学者にポストを提供した。モーデルはラインホルト・ベーア、G. ビリング(Billing)、ポール・エルデシュ、チャオ・カ、クルト・マーラー、そしてベニアミーノ・セグレを招いた。また、J. A. トッド、パトリック・ドュ・ヴァル、ハロルド・ダヴェンポートとローレンス・チザム・ヤングを勧誘し、優れた研究者を招聘した。
1945年、純粋数学のSadleirian Chairに選出された時、モーデルはセント・ジョンズ・カレッジ (ケンブリッジ)のフェローとしてケンブリッジに戻り、学部長となった。1953年公式に退職した。モーデルがわずかの形式上の研究生を抱えたのはこの時期であり、J. S. W. キャッセルズはその一人である。研究を指揮する際の考えは、オイラー・マスケローニ定数の超越性の証明がおそらく博士号に相当するという提案に関係していると言われている。モーデルの書籍『ディオファントス方程式』(Diophantine Equations、1969)は講義に基づいており、多方面にわたるスタイルで知識を与えてくれる。モーデルは管理義務を嫌ったと言われている。

## 逸話
カルガリー大学を訪れている間、年配のモーデルは数論セミナーに参加し、その間度々眠ったものだった。当時学部長だった数論学者リチャード・K・ガイの話によると、モーデルが眠ってしまった後、聴衆の一人が「それはシュティッケルベルガーの定理ですか？」と質問した。講演者は「いえ、違います。」と言った。数分後、その質問者はまた講義を遮って、「それはシュティッケルベルガーの定理だと私は確信している！」と言った。講演者は再度「いえ、違います」と言った。講義は終了し、拍手によりモーデルは目を覚まし、顔を上げて黒板を指差し、言った。「シュティッケルベルガーの古い結果が書いてある！」